# 黑手 (1906年電影)
《黑手》（英語：The Black Hand，全名）是一部1906年的美國無聲電影，由華萊士·麥卡琴執導，普遍被認為是最早期存留下來的黑幫電影。

## 劇情
紐約市一名意大利裔美國幫派綁架了一名意大利屠夫的女兒，要求1000美元贖金。屠夫拒絕付錢並打電話給警方，違反了緘默法則（omertà）。惡棍被捕，而小女孩被救出來。

## 演員
- 安東尼·奧沙利文（英语：Anthony O'Sullivan）
- 羅拔·G·維尼奧拉（英语：Robert G. Vignola）

## 外部連結
- 互联网电影数据库（IMDb）上《The Black Hand》的资料（英文）